# Campeonato Mundial de Voleibol de Praia de 2011
O Campeonato Mundial de Voleibol de Praia de 2011 (2011 FIVB Beach Volleyball Swatch World Championships) foi realizado em Roma, Itália, entre os dias 13 e 19 de junho de 2011.

## A competição
Organizada pela Federação Internacional de Voleibol (FIVB), a competição teve o Foro Italico como sede. As 48 melhores duplas masculinas e as 48 melhores duplas femininas do mundo disputaram o torneio.

## Medalhistas
| Ouro   | BRA Alison BRA Emanuel    |
| Prata  | BRA Márcio BRA Ricardo    |
| Bronze | GER Brinck GER Reckermann |

| Ouro   | BRA Larissa BRA Juliana   |
| Prata  | USA Walsh USA May-Treanor |
| Bronze | CHN Xue CHN Zang          |